# Almas
Almas est une municipalité brésilienne située dans l'État du Tocantins.